# Julia Bentley
Julia Bentley es una diplomática canadiense. Fue Alto Comisionada de Canadá en Malasia.

## Educación
Bentley se licenció en Estudios de Asia Oriental por la Universidad de Princeton en 1981, obtuvo un diploma de posgrado en Historia China Moderna por la Universidad de Nanjing en 1983 y un máster en Estudios de Asia Oriental por la Universidad de Toronto en 1984. Se graduó en 1978 en la Toronto French School.

## Carrera
Julia fue la el 22.º Alta Comisionada de Canadá en Malasia entre 2017 y 2020.